# Zentralpunkt
Der Zentralpunkt ist die Bezeichnung eines zentralen Sicherungspunktes beim alpinen Klettern, Sportklettern oder Bergsteigen. Der Zentralpunkt wird meist in Form eines HMS-Karabiners in einen absoluten Fixpunkt (Standhaken) gelegt. 
Im Zentralpunkt wird die Selbstsicherung (etwa Mastwurf oder Bandschlinge) und die Gefährtensicherung angebracht. Er wird meist beim Standplatzbau verwendet: Sobald der Vorsteigende den Standplatz erreicht hat (nachdem er eine Seillänge geklettert ist), richtet er den Zentralpunkt ein (z. B. an einem Standhaken oder an einer Sanduhrschlinge). Danach bringt er seine Selbstsicherung an und baut die Gefährtensicherung auf und kann so den nachsteigenden Partner weitersichern.